# Chak De! India
Chak De! India es una película de deporte en hindi de 2007 dirigida por Shimit Amin y producida por Aditya Chopra, con un guion escrito por Jaideep Sahni, con escenas deportivas coreografiadas por Rob Miller y música de Salim–Sulaiman. Cuenta una historia ficticia sobre la selección femenina de hockey sobre césped de India, que se inspiró en la victoria del equipo en los Juegos de la Mancomunidad de 2002, y explora temas como el feminismo y el sexismo, el legado de la partición de la India, la intolerancia racial y religiosa y el prejuicio étnico y regional. La película está protagonizada por Shahrukh Khan como Kabir Khan, excapitán de la selección masculina de hockey sobre hierba de India. Después de una desastrosa derrota ante Pakistán, Khan es excluido del deporte y él y su madre son expulsados de la casa familiar por vecinos enojados. Siete años más tarde, para redimirse, Khan se convierte en el entrenador del equipo nacional de hockey femenino de la India y tiene como objetivo convertir a sus dieciséis jugadoras ganen un campeonato. La película se estrenó en todo el mundo el 15 de agosto de 2007, coincidiendo con el 60.º Día de la Independencia de la India, y recibió comentarios positivos de los críticos.
Chak De! India ganó varios premios, incluido el National Film a la mejor película de entretenimiento. El 30 de agosto de 2007, la Academia de Artes y Ciencias Cinematográficas solicitó una copia del guion de la película para un lugar en su Biblioteca Margaret Herrick. Cuando la Federación India de Hockey se reorganizó en abril de 2008, el exjugador Aslam Sher Khan dijo que quería «crear un efecto 'Chak De'» en el hockey indio. La película se proyectó en Nueva Delhi el 17 de agosto de 2016, como parte de la semana del Festival de Cine del Día de la Independencia. El festival fue presentado conjuntamente por la Dirección de Festivales de Cine de la India y el Ministerio de Defensa, en conmemoración del 70.º Día de la Independencia de la India.